# Certhiidae
I Rampichini (Certhiidae Leach, 1820) sono una famiglia di uccelli dell'ordine Passeriformes.

## Descrizione

Certhia himalayana.

Alla famiglia vengono ascritti uccelli di piccola taglia (11-15 cm), dall'aspetto inconfondibile, tozzo e paffuto, con testa che sembra incassata direttamente nel torso, lungo becco sottile e ricurvo verso il basso, ali appuntite, coda lunga che in Certhia presenta penne molto rigide e zampe forti e allungate, con lunghi artigli ricurvi.

Il piumaggio è sobrio e mimetico, dominato dai toni del bruno o del grigio-nerastro, con variegature bianche e scure sulle singole penne, mascherina facciale e area ventrale più chiara.

## Distribuzione e habitat
La famiglia ha un'ampia distribuzione, risultando assente solo dal Sudamerica e dall'Oceania: la maggior parte delle specie ha distribuzione asiatica e più in particolare popola le pendici dell'Himalaya, con singole specie che abitano anche il Sud-est asiatico, il Nordamerica, l'Europa e l'Africa.
Le varie specie di Certhiidae abitano le aree boschive, con ciascuna che presenta un habitat preferito, il che permette di evitare la competizione interspecifica nelle zone in cui più specie vivono in simpatria.

## Biologia
Si tratta di uccelletti diurni, che vivono da soli o in coppie (anche se molte specie passano la notte in gruppi di una ventina di individui, che dormono ammassati) e si nutrono principalmente di insetti, artropodi e larve, rinvenuti effettuando caratteristiche traiettorie elicoidali attorno a tronchi e rami d'albero ed utilizzando il lungo becco per sondare le spaccature e i buchi della corteccia.
Le specie ascritte alla famiglia sono monogame e nidificano in primavera, costruendo nidi a coppa nelle spaccature dei tronchi d'albero a una certa altezza dal suolo.

## Tassonomia
Alla famiglia vengono ascritti due generi, per un totale di undici specie:
Famiglia Certhiidae
- Genere Certhia
  - Certhia familiaris Linnaeus, 1758 - rampichino alpestre
  - Certhia hodgsoni Brooks, 1871 - rampichino del Kashmir
  - Certhia americana Bonaparte, 1838 - rampichino americano
  - Certhia brachydactyla Brehm, 1820 - rampichino comune
  - Certhia himalayana Vigors, 1832 - rampichino dell'Himalaya
  - Certhia nipalensis Blyth, 1845 - rampichino del Nepal
  - Certhia discolor Blyth, 1845 - rampichino del Sikkim
  - Certhia manipurensis Hume, 1881 - rampichino del Manipur
  - Certhia tianquanensis Li, 1995 - rampichino del Sichuan
- Genere Salpornis
  - Salpornis spilonota (Franklin, 1831) - rampichino indiano
  - Salpornis salvadori (Barboza du Bocage, 1878) - rampichino africano

A queste si aggiunge una specie fossile, Certhiops rummeli.
Nell'ambito della superfamiglia dei Certhioidea (molto affine ai Muscicapoidea), i Certhiidae occupano un posto intermedio fra il clade Sittidae-Tichodromidae e quello Polioptilidae-Troglodytidae: alcuni autori riterrebbero più opportuno accorpare Salpornis ai Sittidae in virtù di alcune affinità genetiche e morfologiche, le analisi molecolari hanno evidenziato che il genere è un taxon fratello di Certhia, dal quale si è separato però almeno 15 milioni di anni fa.
Nonostante l'aspetto simile, i Certhiidae non sono particolarmente affini né ai Climacteridae australasiani, né ai rampichini filippini del genere Rhabdornis.